# Комбінований живильник

Комбінований живильник (рис. ) застосовується для завантаження млина одночасно грудковим матеріалом і пісками класифікатора.
Вихідний матеріал завантажується через отвір кришки 4, а піски захоплюються черпаком із завантажувальної коробки, яка розташована нижче рівня осі млина. Перевагою комбінованого живильника є те, що крупний матеріал потрапляє у млин минаючи завантажувальну коробку для черпака равлика. Таким чином запобігається заклинювання крупних грудок між черпаком і днищем коробки.